# NGC 4289
NGC 4289 је спирална галаксија у сазвежђу Девица која се налази на NGC листи објеката дубоког неба.
Деклинација објекта је + 3° 43' 22" а ректасцензија 12h 21m 2,4s. Привидна величина (магнитуда) објекта NGC 4289 износи 13,6 а фотографска магнитуда 14,3. NGC 4289 је још познат и под ознакама UGC 7403, MCG 1-32-15, CGCG 42-38, IRAS 12184+0400, VCC 449, FGC 1418, PGC 39886.